# Аддо, Эдмунд
Эдмунд Аддо  (англ. Edmund Addo; род. 17 мая 2000, Аккра) — ганский футболист, полузащитник сербского клуба «Спартак» и сборной Ганы.

## Клубная карьера
Воспитанник ганской команды «Майти Космос». Летом 2018 года в 18-летнем возрасте перешёл в словацкую «Сеницу», с которой заключил трёхлетний контракт. Впервые в чемпионате Словакии дебютировал 16 февраля 2019 года в матче против «Тренчина» (0:3). Первым голом за «Сеницу» футболист отличился 15 августа 2020 года в поединке против «Земплин Михаловце» (3:0). В декабре 2020 года продлил контракт со словацким клубом.
14 июля 2021 года заключил соглашение с тираспольским «Шерифом». Вместе с партнёрами летом 2021 года впервые в истории «Шерифа» и молдавского футбола добился выхода в групповой этап Лиги чемпионов УЕФА.
В январе 2023 года футболист перешёл в сербский «Спартак».

## Карьера в сборной
В октябре 2021 года Аддо впервые был вызван в стан сборной Ганы, однако поскольку «Шериф» получил официальное уведомление менее чем за 10 дней, то молдавский клуб не отпустил его в стан национальной команды. В составе сборной дебютировал 11 ноября 2021 года в матче квалификации на чемпионат мира 2022 года против Эфиопии (1:1).

## Статистика
| Клуб   | Сезон   | Лига               | Лига  | Лига | Кубок | Кубок | Континент. | Континент. | Другие | Другие |
| Клуб   | Сезон   | Дивизион           | Матчи | Лиги | Матчи | Лиги  | Матчи      | Лиги       | Матчи  | Лиги   |
| ------ | ------- | ------------------ | ----- | ---- | ----- | ----- | ---------- | ---------- | ------ | ------ |
| Сеница | 2018/19 | Чемпионат Словакии | 2     | 0    | 1     | 0     |            |            |        |        |
| Сеница | 2019/20 | Чемпионат Словакии | 17    | 0    | 1     | 0     |            |            |        |        |
| Сеница | 2020/21 | Чемпионат Словакии | 28    | 2    |       |       |            |            | 2      | 0      |
| Шериф  | 2021/22 | Чемпионат Молдавии | 10    | 0    |       |       | 11         | 0          |        |        |

## Государственные награды
- Орден Почёта (30 декабря 2021 года, ПМР) — за большой вклад в развитие футбола, высокие спортивные достижения, волю к победе, стойкость и целеустремлённость, проявленные в самом престижном клубном турнире мира — Лиге чемпионов УЕФА, и в связи с 25-летием со дня образования закрытого акционерного общества «Спортивный клуб «Шериф»[8]